# Torneo Metropolitano 2015 (Uruguay)
El Metro 2015, organizado por la FUBB, comenzó en mayo de 2015, y finalizó en el mes de septiembre del corriente. Esta liga nuclea a los equipos de Segunda División del Básquetbol uruguayo.

## Ascensos y descensos
| Club          | Descendido por                          |
| ------------- | --------------------------------------- |
| Sayago        | 12° Liga Uruguaya de Básquetbol 2014-15 |
| Montevideo    | 13° Liga Uruguaya de Básquetbol 2014-15 |
| Guruyú Waston | 14° Liga Uruguaya de Básquetbol 2014-15 |

| Club      | Ascendido por                  |
| --------- | ------------------------------ |
| Cordón    | Campeón del DTA 2014           |
| Larrañaga | Ganador Play-Offs del DTA 2014 |

| Club                  | Ascendido por                       |
| --------------------- | ----------------------------------- |
| Urunday Universitario | Campeón del Metro 2014              |
| Welcome               | Ganador 1° Play-Offs del Metro 2014 |
| Tabaré                | Ganador 2° Play-Offs del Metro 2014 |

| Club         | Descendido por     |
| ------------ | ------------------ |
| 25 de Agosto | 12° del Metro 2014 |

## Equipos participantes
| Club                                          | Ciudad     | Barrio        | Entrenador          | 14                          |
| --------------------------------------------- | ---------- | ------------- | ------------------- | --------------------------- |
| Club Sportivo Capitol                         | Montevideo | Prado         | Diego Frugoni       | 9°                          |
| Club Atlético Cordón                          | Montevideo | Cordón        | Mathías Nieto       | Ascenso del DTA - Campeón   |
| Institución Deportiva Guruyú Waston           | Montevideo | Ciudad Vieja  | No participó        | Descenso de la Liga - 14°   |
| Club Social Larrañaga                         | Montevideo | La Blanqueada | Gonzalo Fernández   | Ascenso del DTA - Play-Offs |
| Club Atlético Marne                           | Montevideo | Bolivar       | Alberto Rico        | 10°                         |
| Montevideo Basket Ball Club                   | Montevideo | Villa Muñoz   | Nicolás Díaz        | Descenso de la Liga - 13°   |
| Club Nacional de Football                     | Montevideo | La Blanqueada | Diego Castrillón    | Play-Offs                   |
| Institución Deportiva y Social Olivol Mundial | Montevideo | Prado         | Fernando Joanicó    | 6°                          |
| Club Social y Deportivo Sayago                | Montevideo | Sayago        | Horacio Perdomo     | Descenso de la Liga - 12°   |
| Club Atlético Stockolmo                       | Montevideo | Prado         | Alejandro Santerini | 8°                          |
| Club Unión Atlética                           | Montevideo | Malvín        | Rodrigo Riera       | Play-Offs                   |
| Verdirrojo Basketball Club                    | Montevideo | Cerro         | Ramiro Caballero    | 7°                          |
| Club Atlético Yale                            | Montevideo | Jacinto Vera  | Javier Masner       | 11°                         |

## Desarrollo

### Temporada regular
Esta fase comenzó el 22 de mayo, siendo el arranque oficial del Metro. Concluida la misma se obtuvo al campeón del torneo, a los seis equipos que pasan a jugar la Segunda fase y a los cuatro equipos que pasan a jugar la Permanencia.

#### Tabla de posiciones
| Puesto | Equipo         | PJ | PG | PP | Pts. |
| ------ | -------------- | -- | -- | -- | ---- |
| 1º     | Cordón         | 22 | 21 | 1  | 43   |
| 2º     | Unión Atlética | 22 | 16 | 6  | 38   |
| 3º     | Stockolmo      | 22 | 15 | 7  | 37   |
| 4º     | Sayago         | 22 | 15 | 7  | 36   |
| 5º     | Montevideo     | 22 | 12 | 10 | 34   |
| 6º     | Larrañaga      | 22 | 11 | 11 | 33   |
| 7º     | Capitol        | 22 | 10 | 12 | 32   |
| 8º     | Nacional       | 22 | 10 | 12 | 32   |
| 9º     | Marne          | 22 | 9  | 13 | 31   |
| 10º    | Olivol Mundial | 22 | 6  | 16 | 29   |
| 11º    | Yale           | 22 | 4  | 18 | 26   |
| 12º    | Verdirrojo     | 22 | 3  | 19 | 25   |
| --     | Guruyú Waston  | 0  | 0  | 0  | --   |

|  | Campeón del Torneo y asciende a la Liga Uruguaya de Básquetbol 2016-17 |
|  | Equipos clasificados a la Segunda fase                                 |
|  | Equipos clasificados a la Permanencia                                  |

#### Resultados
| Fecha 1    | Fecha 1        | Fecha 1   | Fecha 1        |
| Fecha      | Local          | Resultado | Visitante      |
| ---------- | -------------- | --------- | -------------- |
| 22 de mayo | Cordón         | 75:62     | Larrañaga      |
| 22 de mayo | Olivol Mundial | 65:56     | Verdirrojo     |
| 22 de mayo | Stockolmo      | 79:68     | Marne          |
| 23 de mayo | Nacional       | 82:78     | Unión Atlética |
| 23 de mayo | Sayago         | 89:87     | Yale           |
| 23 de mayo | Montevideo     | 72:71     | Capitol        |

| Fecha 2    | Fecha 2        | Fecha 2   | Fecha 2        |
| Fecha      | Local          | Resultado | Visitante      |
| ---------- | -------------- | --------- | -------------- |
| 25 de mayo | Marne          | 85:71     | Cordón         |
| 25 de mayo | Larrañaga      | 50:59     | Nacional       |
| 25 de mayo | Unión Atlética | 101:65    | Olivol Mundial |
| 26 de mayo | Capitol        | 71:91     | Stockolmo      |
| 26 de mayo | Yale           | 66:69     | Montevideo     |
| 26 de mayo | Verdirrojo     | 74:85     | Sayago         |

| Fecha 3     | Fecha 3        | Fecha 3   | Fecha 3        |
| Fecha       | Local          | Resultado | Visitante      |
| ----------- | -------------- | --------- | -------------- |
| 29 de mayo  | Sayago         | 94:66     | Olivol Mundial |
| 29 de mayo  | Cordón         | 94:71     | Capitol        |
| 30 de mayo  | Stockolmo      | 87:78     | Yale           |
| 30 de mayo  | Unión Atlética | 83:63     | Larrañaga      |
| 30 de mayo  | Montevideo     | 84:67     | Verdirrojo     |
| 10 de junio | Nacional       | 82:92     | Marne          |

| Fecha 4     | Fecha 4        | Fecha 4   | Fecha 4        |
| Fecha       | Local          | Resultado | Visitante      |
| ----------- | -------------- | --------- | -------------- |
| 1° de junio | Capitol        | 74:64     | Nacional       |
| 1° de junio | Olivol Mundial | 74:83     | Montevideo     |
| 1° de junio | Yale           | 52:85     | Cordón         |
| 2 de junio  | Sayago         | 72:82     | Unión Atlética |
| 2 de junio  | Verdirrojo     | 69:79     | Stockolmo      |
| 2 de junio  | Marne          | 81:83     | Larrañaga      |

| Fecha 5     | Fecha 5        | Fecha 5   | Fecha 5        |
| Fecha       | Local          | Resultado | Visitante      |
| ----------- | -------------- | --------- | -------------- |
| 4 de junio  | Nacional       | 77:84     | Yale           |
| 5 de junio  | Unión Atlética | 88:79     | Marne          |
| 12 de junio | Montevideo     | 84:73     | Sayago         |
| 12 de junio | Larrañaga      | 83:73     | Capitol        |
| 12 de junio | Cordón         | 105:60    | Verdirrojo     |
| 13 de junio | Stockolmo      | 87:66     | Olivol Mundial |

| Fecha 6    | Fecha 6        | Fecha 6   | Fecha 6        |
| Fecha      | Local          | Resultado | Visitante      |
| ---------- | -------------- | --------- | -------------- |
| 8 de junio | Verdirrojo     | 81:77     | Nacional       |
| 8 de junio | Capitol        | 63:60     | Marne          |
| 8 de junio | Sayago         | 80:77     | Stockolmo      |
| 9 de junio | Olivol Mundial | 52:81     | Cordón         |
| 9 de junio | Montevideo     | 83:73     | Unión Atlética |
| 9 de junio | Yale           | 56:67     | Larrañaga      |

| Fecha 7     | Fecha 7        | Fecha 7   | Fecha 7        |
| Fecha       | Local          | Resultado | Visitante      |
| ----------- | -------------- | --------- | -------------- |
| 15 de junio | Stockolmo      | 80:78     | Montevideo     |
| 15 de junio | Marne          | 85:86     | Yale           |
| 15 de junio | Unión Atlética | 79:74     | Capitol        |
| 17 de junio | Nacional       | 79:75     | Olivol Mundial |
| 17 de junio | Cordón         | 87:53     | Sayago         |
| 17 de junio | Larrañaga      | 76:61     | Verdirrojo     |

| Fecha 8     | Fecha 8        | Fecha 8   | Fecha 8        |
| Fecha       | Local          | Resultado | Visitante      |
| ----------- | -------------- | --------- | -------------- |
| 19 de junio | Sayago         | 80:61     | Nacional       |
| 19 de junio | Stockolmo      | 97:81     | Unión Atlética |
| 19 de junio | Yale           | 72:82     | Capitol        |
| 20 de junio | Verdirrojo     | 62:80     | Marne          |
| 20 de junio | Montevideo     | 74:92     | Cordón         |
| 20 de junio | Olivol Mundial | 65:81     | Larrañaga      |

| Fecha 9     | Fecha 9        | Fecha 9   | Fecha 9        |
| Fecha       | Local          | Resultado | Visitante      |
| ----------- | -------------- | --------- | -------------- |
| 22 de junio | Larrañaga      | 84:87     | Sayago         |
| 22 de junio | Unión Atlética | 80:50     | Yale           |
| 22 de junio | Cordón         | 103:73    | Stockolmo      |
| 23 de junio | Marne          | 82:78     | Olivol Mundial |
| 23 de junio | Capitol        | 90:65     | Verdirrojo     |
| 23 de junio | Nacional       | 74:72     | Montevideo     |

| Fecha 10    | Fecha 10       | Fecha 10  | Fecha 10       |
| Fecha       | Local          | Resultado | Visitante      |
| ----------- | -------------- | --------- | -------------- |
| 26 de junio | Stockolmo      | 79:62     | Nacional       |
| 26 de junio | Sayago         | 93:68     | Marne          |
| 26 de junio | Olivol Mundial | 77:73     | Capitol        |
| 27 de junio | Cordón         | 88:87     | Unión Atlética |
| 27 de junio | Montevideo     | 69:70     | Larrañaga      |
| 27 de junio | Verdirrojo     | 61:60     | Yale           |

| Fecha 11    | Fecha 11       | Fecha 11  | Fecha 11       |
| Fecha       | Local          | Resultado | Visitante      |
| ----------- | -------------- | --------- | -------------- |
| 30 de junio | Nacional       | 58:83     | Cordón         |
| 30 de junio | Marne          | 80:94     | Montevideo     |
| 30 de junio | Larrañaga      | 76:70     | Stockolmo      |
| 1° de julio | Yale           | 60:70     | Olivol Mundial |
| 16 de julio | Unión Atlética | 98:65     | Verdirrojo     |
| 16 de julio | Capitol        | 90:91     | Sayago         |

| Fecha 12   | Fecha 12       | Fecha 12  | Fecha 12       |
| Fecha      | Local          | Resultado | Visitante      |
| ---------- | -------------- | --------- | -------------- |
| 3 de julio | Capitol        | 76:72     | Montevideo     |
| 3 de julio | Larrañaga      | 57:67     | Cordón         |
| 3 de julio | Unión Atlética | 87:69     | Nacional       |
| 4 de julio | Verdirrojo     | 67:58     | Olivol Mundial |
| 4 de julio | Yale           | 78:83     | Sayago         |
| 4 de julio | Marne          | 80:87     | Stockolmo      |

| Fecha 13   | Fecha 13       | Fecha 13  | Fecha 13       |
| Fecha      | Local          | Resultado | Visitante      |
| ---------- | -------------- | --------- | -------------- |
| 6 de julio | Stockolmo      | 70:60     | Capitol        |
| 6 de julio | Cordón         | 91:70     | Marne          |
| 6 de julio | Montevideo     | 79:82     | Yale           |
| 7 de julio | Nacional       | 69:62     | Larrañaga      |
| 7 de julio | Olivol Mundial | 75:72     | Unión Atlética |
| 7 de julio | Sayago         | 20:0      | Verdirrojo     |

| Fecha 14     | Fecha 14       | Fecha 14  | Fecha 14       |
| Fecha        | Local          | Resultado | Visitante      |
| ------------ | -------------- | --------- | -------------- |
| 10 de julio  | Verdirrojo     | 73:92     | Montevideo     |
| 10 de julio  | Yale           | 62:71     | Stockolmo      |
| 10 de julio  | Marne          | 84:77     | Nacional       |
| 11 de julio  | Olivol Mundial | 56:71     | Sayago         |
| 11 de julio  | Capitol        | 62:71     | Cordón         |
| 1° de agosto | Larrañaga      | 69:82     | Unión Atlética |

| Fecha 15    | Fecha 15       | Fecha 15  | Fecha 15       |
| Fecha       | Local          | Resultado | Visitante      |
| ----------- | -------------- | --------- | -------------- |
| 13 de julio | Stockolmo      | 93:91     | Verdirrojo     |
| 13 de julio | Nacional       | 84:86     | Capitol        |
| 13 de julio | Larrañaga      | 68:77     | Marne          |
| 14 de julio | Unión Atlética | 87:82     | Sayago         |
| 14 de julio | Montevideo     | 93:77     | Olivol Mundial |
| 14 de julio | Cordón         | 97:79     | Yale           |

| Fecha 16    | Fecha 16       | Fecha 16  | Fecha 16       |
| Fecha       | Local          | Resultado | Visitante      |
| ----------- | -------------- | --------- | -------------- |
| 17 de julio | Yale           | 72:90     | Nacional       |
| 17 de julio | Olivol Mundial | 100:99    | Stockolmo      |
| 18 de julio | Marne          | 85:87     | Unión Atlética |
| 18 de julio | Sayago         | 102:80    | Montevideo     |
| 18 de julio | Verdirrojo     | 50:82     | Cordón         |
| 23 de julio | Capitol        | 56:62     | Larrañaga      |

| Fecha 17    | Fecha 17       | Fecha 17  | Fecha 17       |
| Fecha       | Local          | Resultado | Visitante      |
| ----------- | -------------- | --------- | -------------- |
| 20 de julio | Larrañaga      | 71:64     | Yale           |
| 20 de julio | Marne          | 59:72     | Capitol        |
| 20 de julio | Cordón         | 122:60    | Olivol Mundial |
| 21 de julio | Nacional       | 89:54     | Verdirrojo     |
| 21 de julio | Stockolmo      | 97:81     | Sayago         |
| 21 de julio | Unión Atlética | 81:61     | Montevideo     |

| Fecha 18    | Fecha 18       | Fecha 18  | Fecha 18       |
| Fecha       | Local          | Resultado | Visitante      |
| ----------- | -------------- | --------- | -------------- |
| 24 de julio | Olivol Mundial | 56:94     | Nacional       |
| 25 de julio | Yale           | 75:80     | Marne          |
| 25 de julio | Capitol        | 60:69     | Unión Atlética |
| 25 de julio | Sayago         | 63:79     | Cordón         |
| 25 de julio | Verdirrojo     | 61:62     | Larrañaga      |
| 25 de julio | Montevideo     | 82:84     | Stockolmo      |

| Fecha 19     | Fecha 19       | Fecha 19  | Fecha 19       |
| Fecha        | Local          | Resultado | Visitante      |
| ------------ | -------------- | --------- | -------------- |
| 27 de julio  | Nacional       | 87:76     | Sayago         |
| 27 de julio  | Larrañaga      | 72:70     | Olivol Mundial |
| 28 de julio  | Unión Atlética | 87:48     | Stockolmo      |
| 28 de julio  | Capitol        | 79:73     | Yale           |
| 28 de julio  | Cordón         | 99:76     | Montevideo     |
| 1° de agosto | Marne          | 93:68     | Verdirrojo     |

| Fecha 20     | Fecha 20       | Fecha 20  | Fecha 20       |
| Fecha        | Local          | Resultado | Visitante      |
| ------------ | -------------- | --------- | -------------- |
| 7 de agosto  | Olivol Mundial | 68:70     | Marne          |
| 8 de agosto  | Sayago         | 80:59     | Larrañaga      |
| 8 de agosto  | Montevideo     | 90:85     | Nacional       |
| 8 de agosto  | Yale           | 75:88     | Unión Atlética |
| 8 de agosto  | Verdirrojo     | 58:84     | Capitol        |
| 11 de agosto | Stockolmo      | 76:86     | Cordón         |

| Fecha 21     | Fecha 21       | Fecha 21  | Fecha 21       |
| Fecha        | Local          | Resultado | Visitante      |
| ------------ | -------------- | --------- | -------------- |
| 15 de agosto | Nacional       | 81:65     | Stockolmo      |
| 15 de agosto | Marne          | 95:105    | Sayago         |
| 15 de agosto | Capitol        | 101:79    | Olivol Mundial |
| 15 de agosto | Unión Atlética | 85:89     | Cordón         |
| 15 de agosto | Larrañaga      | 88:95     | Montevideo     |
| 15 de agosto | Yale           | 101:83    | Verdirrojo     |

| Fecha 22     | Fecha 22       | Fecha 22  | Fecha 22       |
| Fecha        | Local          | Resultado | Visitante      |
| ------------ | -------------- | --------- | -------------- |
| 18 de agosto | Cordón         | 96:85     | Nacional       |
| 18 de agosto | Montevideo     | 93:65     | Marne          |
| 18 de agosto | Stockolmo      | 54:39     | Larrañaga      |
| 18 de agosto | Olivol Mundial | 87:45     | Yale           |
| 18 de agosto | Verdirrojo     | 68:89     | Unión Atlética |
| 18 de agosto | Sayago         | 82:72     | Capitol        |

#### Partidos de Desempate
| Desempate                                     | Desempate | Desempate | Desempate |
| Fecha                                         | Equipo 1  | Resultado | Equipo 2  |
| --------------------------------------------- | --------- | --------- | --------- |
| 21 de agosto                                  | Nacional  | 74:67     | Capitol   |
| Nacional clasificó como 7° a la Segunda fase. |           |           |           |

### Segunda fase
Esta fase comenzó el 26 de agosto, una vez concluida la misma se obtuvo al segundo ascendido a la Liga Uruguaya de Básquetbol 2016-17 y a los dos equipos que jugarían la Final por el Tercer Ascenso

#### Tabla de posiciones
| Puesto | Equipo         | PJ | PG | PP | Mit. Pts. | Pts. |
| ------ | -------------- | -- | -- | -- | --------- | ---- |
| 1º     | Unión Atlética | 5  | 4  | 1  | 19        | 28   |
| 2º     | Stockolmo      | 5  | 4  | 1  | 18,5      | 27,5 |
| 3º     | Sayago         | 5  | 3  | 2  | 18        | 26   |
| 4º     | Montevideo     | 5  | 2  | 3  | 17        | 24   |
| 5º     | Nacional       | 5  | 2  | 3  | 16        | 23   |
| 6º     | Larrañaga      | 5  | 0  | 5  | 16,5      | 21,5 |

|  | Asciende a la Liga Uruguaya de Básquetbol 2016-17     |
|  | Equipos clasificados a la Final por el Tercer Ascenso |

#### Resultados
| Fecha 1      | Fecha 1        | Fecha 1   | Fecha 1   |
| Fecha        | Local          | Resultado | Visitante |
| ------------ | -------------- | --------- | --------- |
| 26 de agosto | Montevideo     | 80:69     | Stockolmo |
| 26 de agosto | Unión Atlética | 93:80     | Larrañaga |
| 27 de agosto | Sayago         | 88:71     | Nacional  |

| Fecha 2      | Fecha 2   | Fecha 2   | Fecha 2        |
| Fecha        | Local     | Resultado | Visitante      |
| ------------ | --------- | --------- | -------------- |
| 28 de agosto | Stockolmo | 76:66     | Unión Atlética |
| 30 de agosto | Sayago    | 95:89     | Montevideo     |
| 30 de agosto | Nacional  | 103:94    | Larrañaga      |

| Fecha 3          | Fecha 3        | Fecha 3   | Fecha 3   |
| Fecha            | Local          | Resultado | Visitante |
| ---------------- | -------------- | --------- | --------- |
| 1° de septiembre | Larrañaga      | 67:76     | Stockolmo |
| 1° de septiembre | Montevideo     | 72:89     | Nacional  |
| 1° de septiembre | Unión Atlética | 93:82     | Sayago    |

| Fecha 4         | Fecha 4   | Fecha 4   | Fecha 4        |
| Fecha           | Local     | Resultado | Visitante      |
| --------------- | --------- | --------- | -------------- |
| 4 de septiembre | Larrañaga | 104:106   | Montevideo     |
| 4 de septiembre | Stockolmo | 68:67     | Sayago         |
| 4 de septiembre | Nacional  | 61:71     | Unión Atlética |

| Fecha 5         | Fecha 5        | Fecha 5   | Fecha 5    |
| Fecha           | Local          | Resultado | Visitante  |
| --------------- | -------------- | --------- | ---------- |
| 8 de septiembre | Unión Atlética | 85:75     | Montevideo |
| 8 de septiembre | Stockolmo      | 103:82    | Nacional   |
| 8 de septiembre | Sayago         | 75:72     | Larrañaga  |

### Final por el 3° Ascenso
Esta fase comenzó el 15 de septiembre, una vez concluida la Final por el 3° Ascenso se obtuvo al tercer ascendido a la Liga Uruguaya de Básquetbol 2016-17.
| Equipo    | 1° | 2° | 3° | 4° | Total |
| --------- | -- | -- | -- | -- | ----- |
| Stockolmo |    |    |    |    | 1     |
| Sayago    |    |    |    |    | 3     |

|  | Asciende a la Liga Uruguaya de Básquetbol 2016-17 |

#### Resultados
| Partidos         | Partidos  | Partidos  | Partidos  |
| Fecha            | Local     | Resultado | Visitante |
| ---------------- | --------- | --------- | --------- |
| -                | Stockolmo | -:-       | Sayago    |
| 15 de septiembre | Sayago    | 77:59     | Stockolmo |
| 18 de septiembre | Stockolmo | 75:77     | Sayago    |
| 21 de septiembre | Sayago    | 88:84     | Stockolmo |

### Permanencia
Esta fase comenzó el 21 de agosto, una vez concluida la misma se obtuvo al equipo que descendería a la DTA 2016, junto al ya descendido Guruyú Waston. Esta institución jugara el DTA en el corriente año.
|  | Semifinales    | Semifinales    | Semifinales |      |            | Final      | Final | Final |  |
|  |                |                |             |      |            |            |       |       |  |
|  |                |                |             |      |            |            |       |       |  |
|  | Marne          | Marne          | 2           |      |            |            |       |       |  |
|  | Marne          | Marne          | 2           |      |            |            |       |       |  |
|  | Verdirrojo     | Verdirrojo     | 0           |      |            |            |       |       |  |
|  | Verdirrojo     | Verdirrojo     | 0           |      | Verdirrojo | Verdirrojo | 2     |       |  |
|  |                |                |             |      | Verdirrojo | Verdirrojo | 2     |       |  |
|  |                |                | Yale        | Yale | 1          |            |       |       |  |
|  | Olivol Mundial | Olivol Mundial | Yale        | Yale | 1          | 2          |       |       |  |
|  | Olivol Mundial | Olivol Mundial |             |      |            | 2          |       |       |  |
|  | Yale           | Yale           | 1           |      |            |            |       |       |  |
|  | Yale           | Yale           | 1           |      |            |            |       |       |  |
|  |                |                |             |      |            |            |       |       |  |

#### Resultados

##### Semifinales
| Llave 1      | Llave 1    | Llave 1   | Llave 1    |
| Fecha        | Local      | Resultado | Visitante  |
| ------------ | ---------- | --------- | ---------- |
| -            | Marne      | -:-       | Verdirrojo |
| 22 de agosto | Verdirrojo | 73:112    | Marne      |

| Llave 2      | Llave 2        | Llave 2   | Llave 2        |
| Fecha        | Local          | Resultado | Visitante      |
| ------------ | -------------- | --------- | -------------- |
| -            | Olivol Mundial | -:-       | Yale           |
| 21 de agosto | Yale           | 110:108   | Olivol Mundial |
| 28 de agosto | Olivol Mundial | 96:83     | Yale           |

##### Final
| Única Llave  | Única Llave | Única Llave | Única Llave |
| Fecha        | Local       | Resultado   | Visitante   |
| ------------ | ----------- | ----------- | ----------- |
| -            | Verdirrojo  | -:-         | Yale        |
| 31 de agosto | Yale        | 89:91       | Verdirrojo  |
| N/A          | Verdirrojo  | -:-         | Yale        |

| Campeón del Metro 2015     |
| -------------------------- |
| Cordón 1° Título del Metro |